# Distrito de Villa Rica
El distrito de Villa Rica es uno de los ocho que conforman la provincia de Oxapampa, ubicada en el departamento de Pasco en el centro del Perú. Limita por el Norte con el distrito de Palcazú, por el Sur con los distritos de San Luis de Shuaro y Perené (Chanchamayo); por el Este con el distrito de Puerto Bermúdez; y, por el Oeste con el distrito de Oxapampa.
Desde el punto de vista jerárquico de la Iglesia católica forma parte del Vicariato apostólico de San Ramón.

## Historia
Los primeros habitantes de esta zona denominada «Anetso Porrom-no», que significa «Lugar de Lagunas» fueron en un inicio territorio de la etnia Yanesha,que habitaban en los alrededores de la laguna el oconal. 
- En 1635: Los misioneros franciscanos fundaron la histórica misión Cerro de la Sal.
- En 1730: Habían fructificado las misiones, vino después el descalabro de éstas con la rebelión de Juan Santos Atahualpa (1742 - 1760), quién unificó y fortaleció las tribus de la zona.
- En 1925: Fundada por el inmigrante alemán Leopoldo Krause Killatt el 28 de julio de 1925, inicialmente fue llamada como «La Colonización Rada y Gamio».
- En 1944: El 27 de noviembre, mediante Ley N° 10030 se crea el Departamento de Pasco, la Provincia de Oxapampa y el Distrito de Villa Rica, en el primer gobierno del Presidente Manuel Prado Ugarteche.[2]
- En la actualidad para el orgullo del País y de la provincia de Oxapampa, Villa Rica es ganadora de la medalla de oro en París – Francia por la producción de café de alta calidad, más sabrosa del Mundo.[cita requerida].

## Geografía

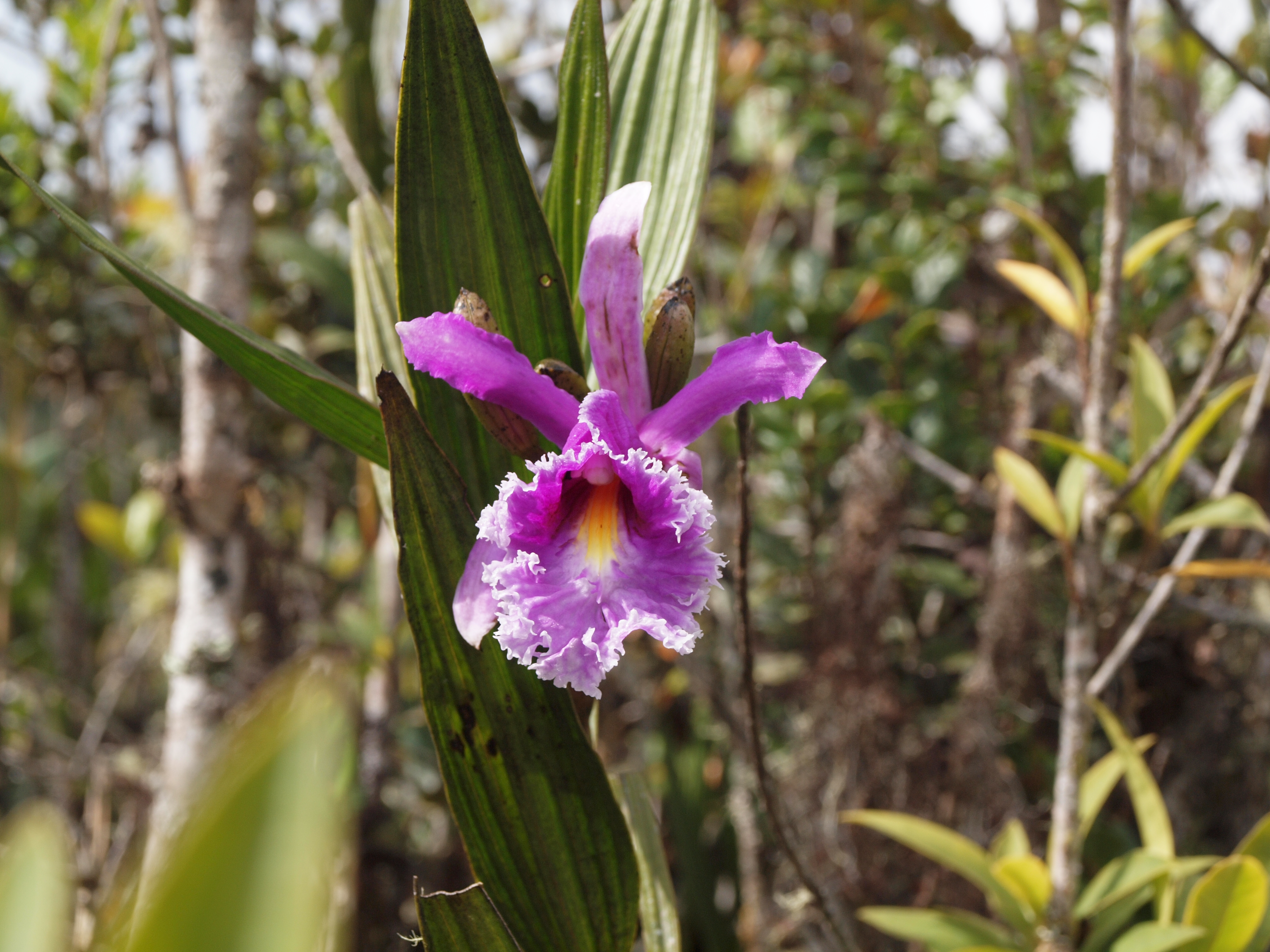

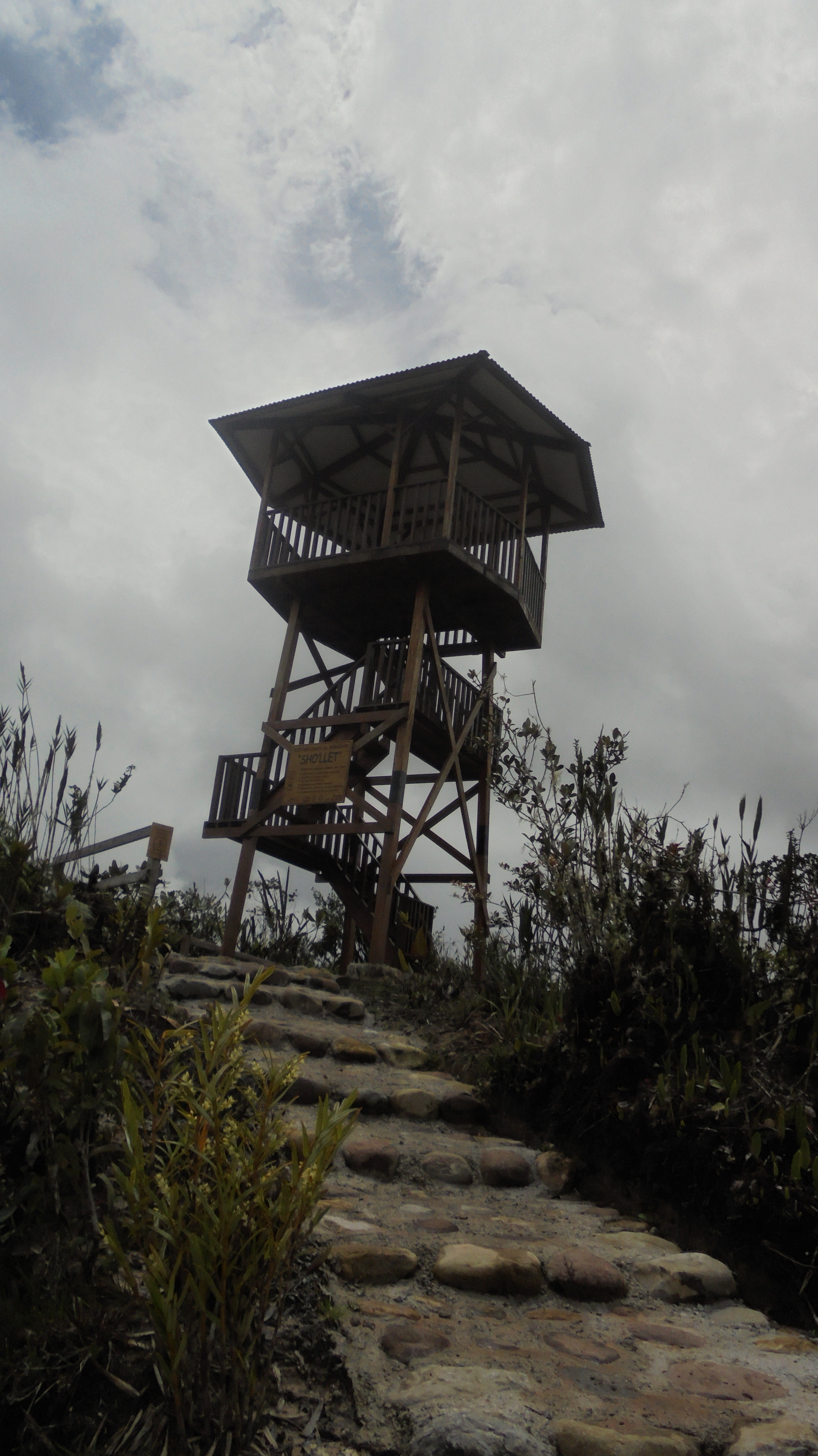

El Distrito de Villa Rica está ubicado al oriente del departamento de Pasco, dista 285 kilómetros de Cerro de Pasco la capital del departamento de Pasco y a 384 kilómetros de Lima, capital del Perú. El casco urbano de Villa Rica tiene las siguientes coordenadas geográficas: 
75°,16',10" de longitud Oeste y 10°,43',10" de Latitud Sur, con una altitud comprendida sobre los 1 470 m s. n. m., tiene una temperatura promedio de 21 grados centígrados y una extensión de 896 kilómetros cuadrados. 
Su territorio presenta una compleja topografía con alturas que alcanzan hasta los 2500 m s. n. m.; en las que están ubicadas las cordilleras de San Matías-San Carlos y parte de Yanachaga, los cerros de Sal. El río Entaz discurre hacia el Sureste, desemboca sus aguas al Sur formando parte del río Paucartambo; los ríos de Bocaz y Cacazú dan origen al río Palcazú; circundados por los ríos Yezú y lagunas como la del Oconal.
Su temperatura media anual es 21 °C, ya que el terreno de la región se caracteriza por estar en el declive de la Cordillera Andina propia de la selva alta. Como consecuencia ante esto, hace de Villa Rica una zona dedicada a la agricultura y ganadería con cultivos como el café, frutas, verduras, etc.
La precipitación media del distrito es de 1 500 mm por año. Con lluvias altas en los meses de enero, febrero y marzo y un periodo relativamente seco en los meses restantes del año.
Desde el 04 de Setiembre mediante resolución Viceministerial N°039-2023 MINCETUR/VMT, donde otorga el reconocimiento como “Pueblo con Encanto” al Pueblo de Villa Rica, ubicado en el distrito Villa Rica, provincia de Oxapampa, departamento de Pasco, conforme a lo dispuesto en los “Lineamientos Generales para la incorporación y
permanencia en la Iniciativa Pueblos con Encanto”.

## División administrativa
El distrito tiene una extensión de 859 kilómetros cuadrados y se divide en una ciudad(capital del distrito) 3 centros poblados y caseríos:
- Villa Rica
- Centro Poblado de San Miguel de Eneñas|San Miguel de Eneñas
- Centro Poblado de San Juan de Cacazú|San Juan de Cacazú
- Centro Poblado de Puente Paucartambo|Puente Paucartambo
- Ñagazú
- Pampa Encantada
- Entaz
- Cedropampa
- El Oconal
- Mayme
- La Limeña

## Capital
La Capital de este Distrito es la ciudad de Villa Rica.

## Denominaciones
- "Capital Cafetalera del Perú"
- "Jardín de las Orquídeas"
- "Reserva de Biósfera"
- "Refugio Ecológico"
- "Edén del Café"
- "Bosque Modelo Villa Rica" - Reconocimiento otorgado por la Red Iberoamericana de Bosques Modelos el año 2017"
- "5ta Denominación de Origen Café de Villa Rica"
- Laguna el Oconal refugio de especies en extinción
- Ganados vacunos mejorado
- Villa Rica, pueblo con encanto - reconocido en setiembre del 2023

## Población
El distrito tiene una población de 20 051 habitantes (*Población estimada INEI al 2014).

## Aspecto Social
En el aspecto social Villa Rica está constituida por tres culturas que son las siguientes:
- A. La Cultura Yanesha:

La población perteneciente a esta cultura ocupan los valles de los ríos Entáz, Ñagazú, Cacazú Bocaz, Palcazú, Chorobamba, Huancabamba y Chontabamba. Se caracterizan por conservar el espíritu comunitario de su sociedad incluido su tradición cultural, medicinal y artística; sumamente trabajadores en bien de su comunidad; depositarios de ricas tradiciones y que son celosamente conservadas hasta la actualidad.
- B. La Cultura de los Colonizadores Europeos:

La población perteneciente a esta cultura que son los alemanes (tiroleses, prusianos) y sus descendientes quienes ingresaron por Huánuco, Panao, Chaglla y Muña llegando a Pozuzo de donde, después de varios años, colonizaron Oxapampa y Villa Rica; de allí la hermandad de los pueblos de Pozuzo, Oxapampa y Villa Rica. Representan la esencia del trabajo y progreso.
- C. La cultura de los Colonizadores Alemanes, Tiroleses con la mano de obra  Andina:

La población perteneciente a esta cultura proceden de diversos departamentos del país, Por los servicios de cultivos principalmente de personas de  Apurímac (Andahuaylas), Ayacucho, Huancavelica, Junín, Pasco, Ancash, y Cajamarca; representan no sólo la mayoría (75% de la población), sino son los verdaderos creadores de la riqueza y el desarrollo económico de la zona. Mención especial, merecen los residentes andahuaylinos en Villa Rica, quienes haciendo honor a su ascendencia Chanca y con el espíritu indomable de legendario Ancohayllo forman parte de la familia villarricense.

## Autoridades

### Municipales
- 2019 - 2022[3]
  - Alcalde: Clever Aldo La Torre Moscoso, de Alianza para el Progreso.
  - Regidores:

  1. Pedro Alfredo Silvera Alarcón (Alianza para el Progreso)
  2. Max Herly Flores Salazar (Alianza para el Progreso)
  3. Gregorio Dante César Ignacio (Alianza para el Progreso)
  4. Grecia Alondra Fernández Quintanilla (Alianza para el Progreso)
  5. Klemens María Brack Egg (Peruanos por el Kambio)

## Distancias
Distancia en kilómetros de Villa Rica a:
- Oxapampa (por Mesapata)  71 km
- Oxapampa (por El Abra)   38 km
- Chontabamba(por El Abra) 43 km
- Huancabamba(por El Abra) 62 km
- Pozuzo(por El Abra)     110 km
- San Miguel de Eneñas      9 km
- Puente Paucartambo       23 km
- San Juan de Cacazú     35.5 km
- Iscozacín               105 km
- Puerto Bermúdez         110 km
- Ciudad Constitución     160 km